# جون دبليو. ديفيس (سياسي أمريكي)
جون دبليو. ديفيس (بالإنجليزية: John W. Davis)‏ هو سياسي أمريكي، ولد في 7 مارس 1826 في الولايات المتحدة، وتوفي في 25 يناير 1907 في بوتكيت في الولايات المتحدة. حزبياً، نشط في الحزب الديمقراطي. وقد انتخب حاكم رود آيلاند ‏ (27 مايو 1890 – 26 مايو 1891) وانتخب حاكم رود آيلاند ‏ (29 مايو 1887 – 29 مايو 1888) وانتخب عضو مجلس ولاية رود آيلاند.